# Ljoedmila Jerjomina
Ljoedmila Aleksejevna Jerjomina (Russisch: Людмила Алексеевна Ерёмина) (Moskou, 2 november 1933 - Moskou, 10 mei 1995) was een basketbalspeler van het damesteam van Dinamo Moskou. Ze werd Meester in de sport van de Sovjet-Unie.

## Carrière als speler
Op de leeftijd van zestien jaar, kwam Ljoedmila samen met haar tweelingzus Nina Jerjomina naar Dinamo Moskou, dat getraind werd door coach Stepan Spandarjan. Met die club won ze het Landskampioenschap van de Sovjet-Unie in 1950 en 1953. Ze won met dat team ook de USSR Cup in 1953. In 1954 stopte ze met basketbal om zich aan de geneeskunde te wijden, werd doctor in de medische wetenschappen, professor, chirurg-oncoloog. Ljoedmila trad in de voetsporen van haar vader, hij was ook een chirurg.

## Erelijst (speler)
- Landskampioen Sovjet-Unie: 2
  - Winnaar: 1950, 1953
  - Tweede: 1951, 1954
  - Derde: 1952
- Bekerwinnaar Sovjet-Unie: 1
  - Winnaar: 1953
  - Runner-up: 1951